# インペラートル・パーヴェル1世級戦艦
| インペラートル・パーヴェル1世級戦艦 | インペラートル・パーヴェル1世級戦艦 |                                     |
| ----------------------------------- | --- | ----------------------------------- |
| 「インペラートル・パーヴェル1世」   | |                                     |
| 艦級概観                            | |                                     |
| 艦種                                | 戦艦 |                                     |
| 艦名                                | |                                     |
| 前級                                | スウィアトイ・エスタフィ級 |                                     |
| 次級                                | ガングート級 |                                     |
| 性能諸元                            | |                                     |
| 排水量                              | 常備：17,400トン 満載：18,590トン |                                     |
| 全長                                | 140.2m |                                     |
| 全幅                                | 24.38m |                                     |
| 吃水                                | 8.23m |                                     |
| 機関                                | ベルヴィール式石炭専焼水管缶22基+ 直立型三段膨張式レシプロ機関 2基2軸推進 |                                     |
| 最大出力                            | 17,600馬力 |                                     |
| 最大速力                            | 18.5ノット |                                     |
| 航続距離                            | 12ノット/6,000海里 |                                     |
| 燃料                                | 石炭：1,500トン |                                     |
| 乗員                                | 712名 |                                     |
| 兵装                                | 30.5cm（40口径）連装砲2基 20.3cm（50口径）連装砲4基&同単装砲6基 12cm（45口径）単装速射砲12基 パラノフスキー 6.3cm（40口径）野砲2基 オチキス 4.7ｃm（43口径）単装機砲4基 45.7cm単装魚雷発射管3門 |                                     |
| 装甲（ニッケル鋼製）                | 舷側：79～215mm（水線中央部） 127～165mm（艦首部） 102～165mm（艦尾部） 79～127mm（水線上部） 甲板：40mm（主甲板水平部） 76mm（主甲板傾斜部） 25.4mm（上甲板） 主砲塔：254mm（側盾） 63.5mm（天蓋） 主砲バーベット：203mm（最厚部） 副砲塔：177.8mm（側盾） 50.8mm（天蓋） 副砲砲郭部：127mm（最厚部） 司令塔：102～203mm（側盾） |                                     |
| 言語                                | 表記 | 表記                                |
| 日本語                              | インペラートル・パーヴェル1世級戦艦 | インペラートル・パーヴェル1世級戦艦 |
| 英語                                | Andrei Pervozvanny class battleship | Andrei Pervozvanny class battleship |
| ロシア語                            | Серия Император Павел I | Серия Император Павел I             |
| ロシア語                            | Серия Андрей Первозванный |                                     |

インペラートル・パーヴェル1世級戦艦 (ロシア語:Серия Император Павел I) は、ロシア帝国の前弩級戦艦である。本級は日露戦争による損耗を回復するため建造され、ロシア最後の準弩級戦艦となった。

## 概要
本級のタイプシップはボロディノ級に採り、改良型として建造された。だが、起工後に造船能力をボロディノ級へ重点を置いたことにより建造が遅れたために、日露戦争が終結した時点においても建造途中であった。このため、本級は戦訓に基づいた改良と新技術を取り入れたクラスとなり、既存のロシア戦艦と全く異なるクラスとなった。
外観の特色として上部構造物を簡素化してトップヘビー要素を減少させ、副砲は火力を重視して20.3cm砲に強化。一部の20.3cm砲をボロディノ級で培った連装砲塔に収めた。また、甲板装甲厚を増加するなど防御力強化を図ったことが特徴である。

## 艦形

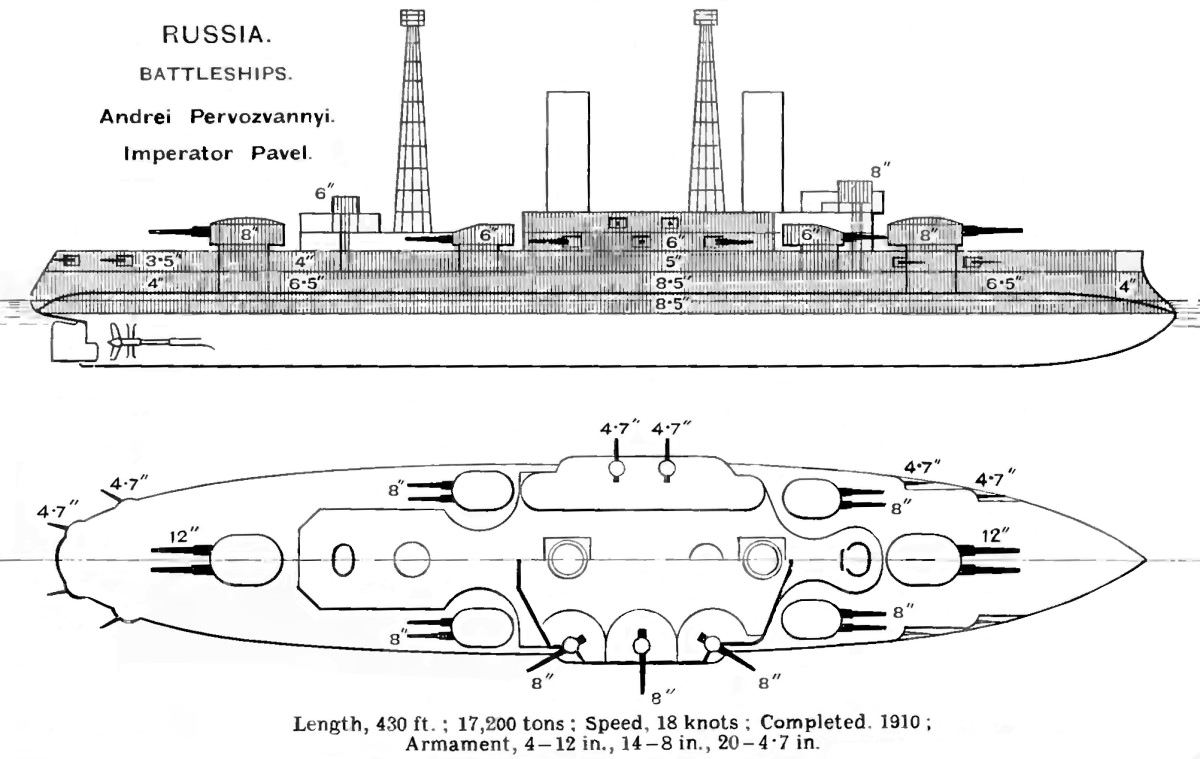
本級の武装・装甲配置を示した図だが前部マストは実際には1番煙突の前方に配置して建造された。

本級の船体形状は乾舷の高い平甲板型船体であるが、「ツェサレーヴィチ」と同様に強く引き絞られた特徴的なタンブル・ホーム型船体となっている。これは、水線部から上の構造を複雑な曲線を用いて引き絞り、船体重量を軽減できる船体方式で、他国では同時期のドイツ海軍、アメリカ海軍の前弩級戦艦や巡洋艦などに多く採用された艦形である。外見上の特徴として水線下部の艦首・艦尾は著しく突出し、かつ舷側甲板よりも水線部装甲の部分が突出すると言った特徴的な形状をしている。このため、水線面から甲板に上るに従って甲板面積は小さくなる傾向にある。これは、舷側に配された備砲の射界を船体で狭めずに広い射界を得られることや、当時の装甲配置方式では船体の前後に満遍なく装甲を貼る「全体防御方式」のために船体が短くなればその分だけ装甲を貼る面積が減り、船体の軽量化が出来るという目的に採られた手法である。

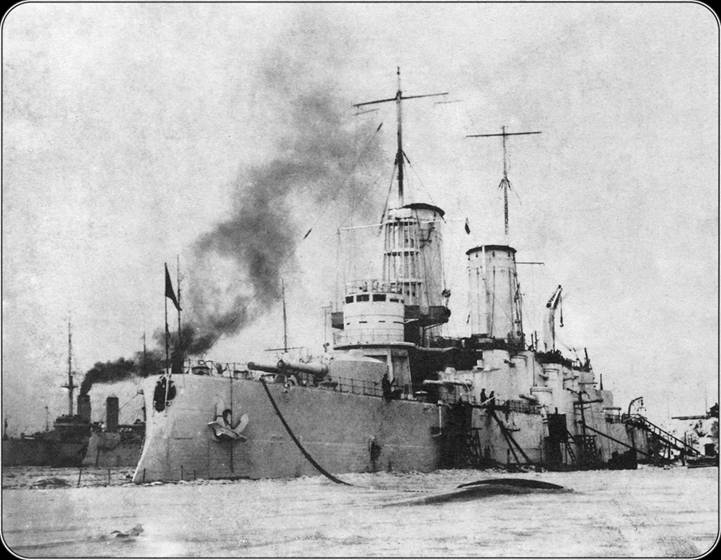
「インペラートル・パーヴェル1世」。籠状のマストは振動に弱く竣工後に切り詰められた。

ほぼ垂直に切り立った艦首から艦首甲板に30.5cm連装主砲塔が1基、その背後に司令塔を組み込んだ装甲艦橋の背後に前部マストが立つが、本級において同世代のアメリカ海軍の戦艦のように籠状のマストを採用して軽量化させたのが外観上の大きな特徴である。前部マストの背後には断面が小判型の2本煙突が立ち、その周囲は艦載艇置き場となっており、船体中央部に片舷1基ずつ計2基配置されたクレーンにより副砲塔を避けて水面に上げ下ろしされた。艦載艇置き場の後部には後部マストが立ち、その後ろの後部甲板上に30.5cm連装主砲塔が後向きに1基配置された。前述のとおり、20.3cm砲は14門のうち8門は連装砲塔形式で前後マストの側面に1基ずつ4基を配置し、残り6門は舷側ケースメイト配置で片舷3基ずつ配置された。その他に対水雷艇用に12cm速射砲は上部構造物の上に防盾の付いた単装砲架で片舷6基ずつ計12基を配置した。この配置により艦首尾線方向に最大30.5cm砲2門・20.3cm砲4門・12cm2門、左右方向には最大30.5cm砲4門・20.3cm砲7門・12cm6門・7.5cm砲10門が指向でき強力な火力を誇っていた。
また、日露戦争の戦訓から艦橋には装甲板が貼られて装甲艦橋となると共に、舷側の舷窓が廃止されて舷側に薄い装甲が張られるなど防御力を強化した。だが、その代償として通風能力が低下して乗員に健康被害を出す欠点があったが、この欠点は弩級戦艦の時代にも引き継がれた。また、本給の特徴である籠状マストは細すぎて頂上部に見張り所は振動に悩まされたために1916年～1917年の改装で煙突と同程度まで切り詰められた。

## 主砲

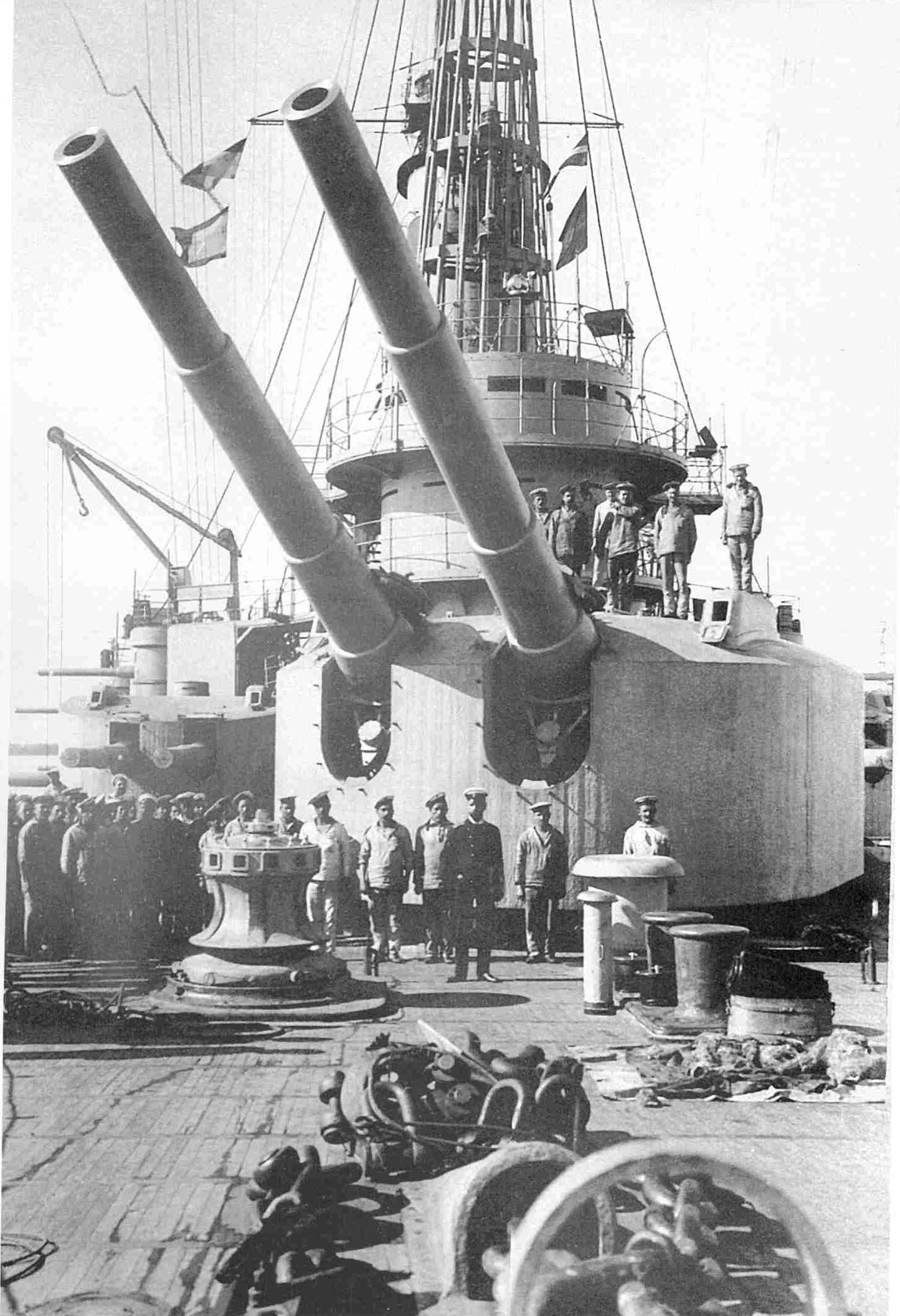
艦首から撮影された「アンドレイ・ペレウォスワニ」。主本級の砲塔は射程延伸のために仰角35度に改良された。

主砲は引き続き「Pattern 1895 30.5cm（40口径）砲」を採用した。その性能は重量331.7kgの砲弾を最大仰角35度で20,310mまで届かせることが出来るこの砲をフランス式の楕円形型の連装砲塔に収めた。俯仰能力は従来よりも20度増しの仰角35度・俯角5度である。旋回角度は船体首尾線方向を0度として左右135度の旋回角度を持つ、主砲身の俯仰・砲塔の旋回・砲弾の揚弾・装填は主に電力で行われ、補助に人力を必要とした。発射速度は装填機の改良によりカタログデータ上は毎分2発である。

### 副砲、その他の備砲

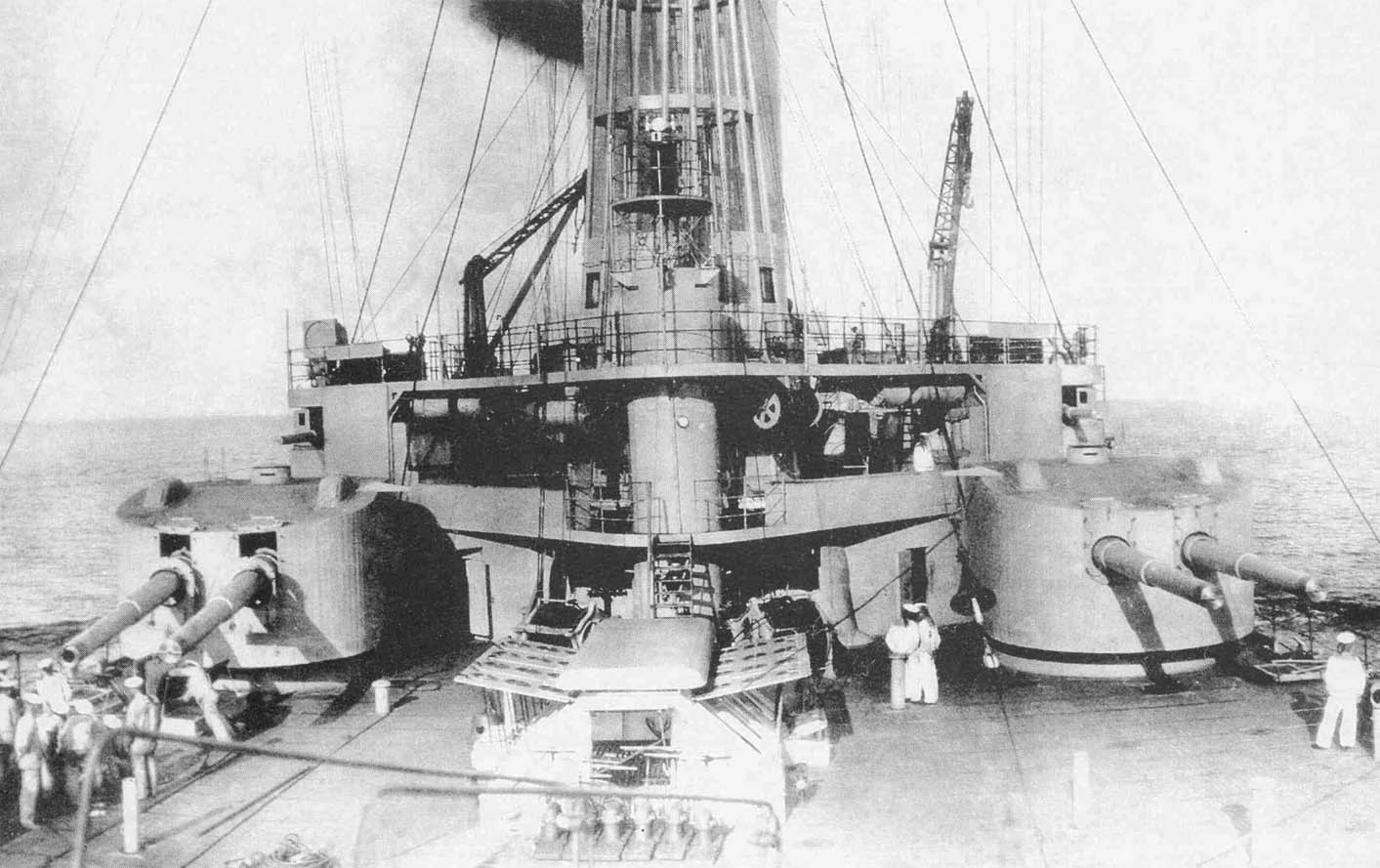
艦尾から撮影された「アンドレイ・ペレウォスワニ」。副砲主砲は20.3cmに強化され、連装式の副砲塔に収めたことにより広い射界を持っていた。

副砲は前述の通り装甲巡洋艦級の主砲クラスの「Pattern 1905 20.3cm（50口径）速射砲」を採用した。本級のこの砲も他にロシア帝国海軍装甲巡洋艦「リューリック(2代)」にも採用された。その性能は重量112.2kgの砲弾を仰角19.5度で14,450mまで届かせることが出来るこの砲を連装式の砲塔で4基8門、舷側ケースメイト配置で6門を搭載した。俯仰能力は搭載形式で異なり、砲塔形式では仰角25度・俯角5度で、ケースメイト配置では仰角20度・俯角5度であった。
発射速度は毎分3～4発である。
他に対水雷艇用に新設計の「Pattern 1892 12cm（45口径）速射砲」を採用して単装砲架で12基、オチキス47mm（43口径）速射砲を単装砲架で4基。対艦攻撃用に45.7cm水中魚雷発射管を単装で3基装備した。

## 機関

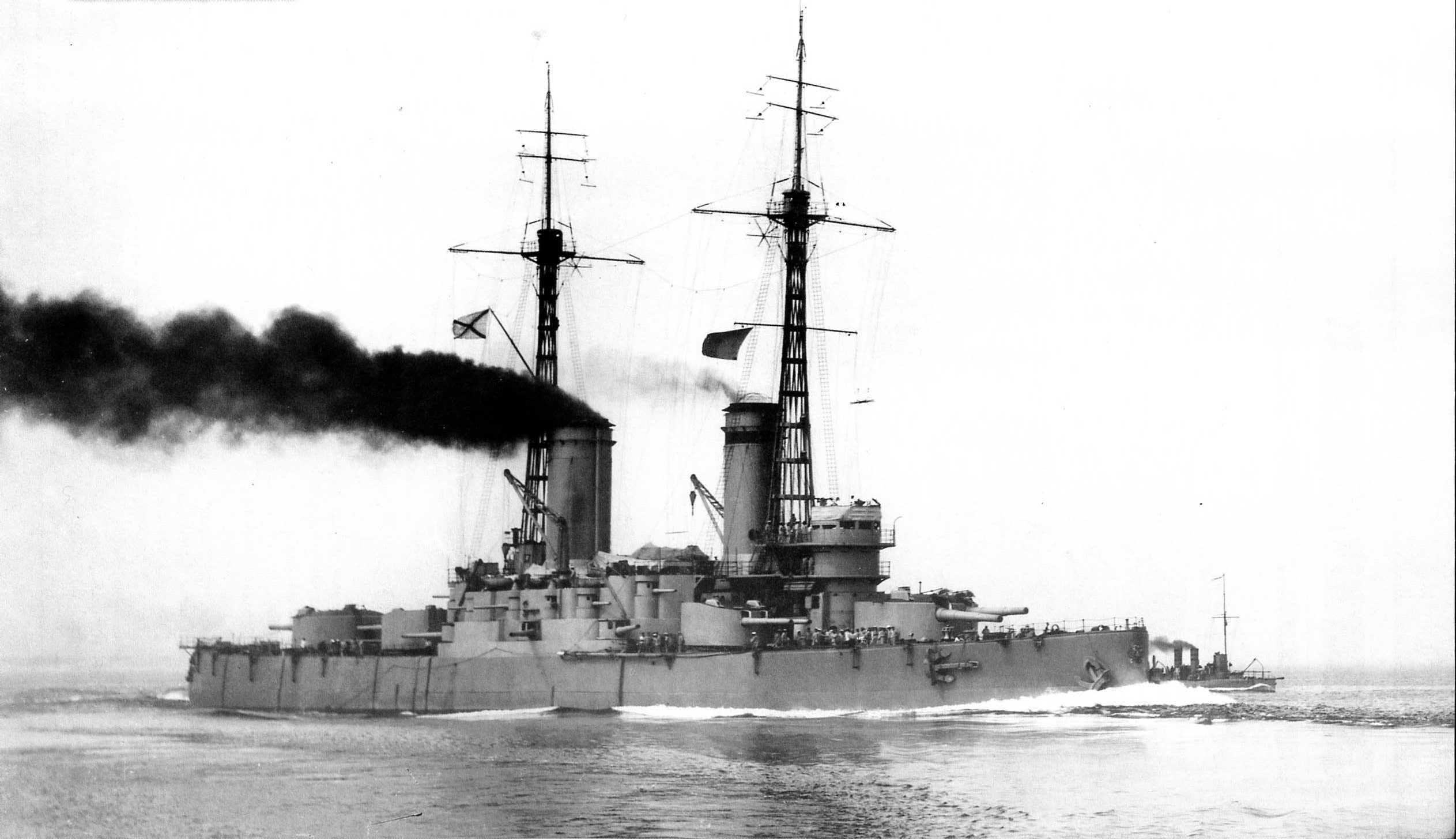
左舷方向から見たアンドレイ・ペルウォスワニ

機関はフランス式のベルヴィール式石炭専焼水管缶22基に直立型三段膨張式レシプロ機関2基2軸を組み合わせ、最大出力17,600hpで速力18.5ノットを発揮した。航続性能は12ノットで6,000海里を走れた。狭いロシア帝国の沿岸でならば有効な航続性能である。

## 同型艦
インペラートル・パーヴェル1世
インペラートル・パーヴェル1世 (Император Павел I、パーヴィェル・ピェールヴィイ:「皇帝パーヴェル1世」)
1917年4月29日、レスプーブリカ(Республика:「共和国」)に改称
1905年10月27日起工、1907年9月7日進水、1910年7月29日就役。黒海艦隊に所属し、1920年保管艦となるが、1923年11月22日より解体、1925年11月21日除籍。
アンドレイ・ペルウォスワニ
アンドレイ・ペルウォスワニ (Андрей Первозванный)
1905年4月28日起工、1906年10月7日進水、1912年5月13日就役。バルチック艦隊に所属し、ロシア内戦では赤軍に使用されたが、1919年8月18日イギリス海軍の水雷艇により中破。修復されぬまま、1923年11月25日より解体、1924年2月8日除籍。

## 参考図書
- 「世界の艦船増刊第35集　ロシア／ソビエト戦艦史」（海人社）